# متمم حقوق برابر
متمم حقوق برابر پیشنهاد شده به عنوان متمم قانون اساسی آمریکا تصویب شود تا حقوق قانونی برابر برای همهٔ شهروندان آمریکا فارغ از جنسیت شان را تضمین کند؛ این متمم خواهان پایان دادن به تمایز قانونی بین زن و مرد در طلاق، مالکیت، اشتغال و دیگر مسایل است. این متمم را در ابتدا الیس پال و کریستال ایستمن نوشتند. این متمم نخستین بار در سال ۱۹۲۱ به کنگره ارائه شد و از آن زمان مباحثاتی را در خصوص معنای برابری قانونی بین زنان و مردان باعث شده‌است.
با اوج گرفتن جنبش زنان در آمریکا در دهه ۱۹۶۰، این متمم حمایت فزاینده‌ای را به خود جلب کرد و مارتا گریفیت نماینده دموکرات ایالت میشیگان بار دیگر آن را در مجلس نمایندگان مطرح کرد. این متمم در ۱۹۷۱ به تصویب مجلس نمایندگان و در ۱۹۷۲ به تصویب سنای ایالات متحده رسید و بر اساس اصل پنجم قانون اساسی آمریکا برای تصویب نهایی به قوه‌های مقننه ایالت‌ها ارسال شد.

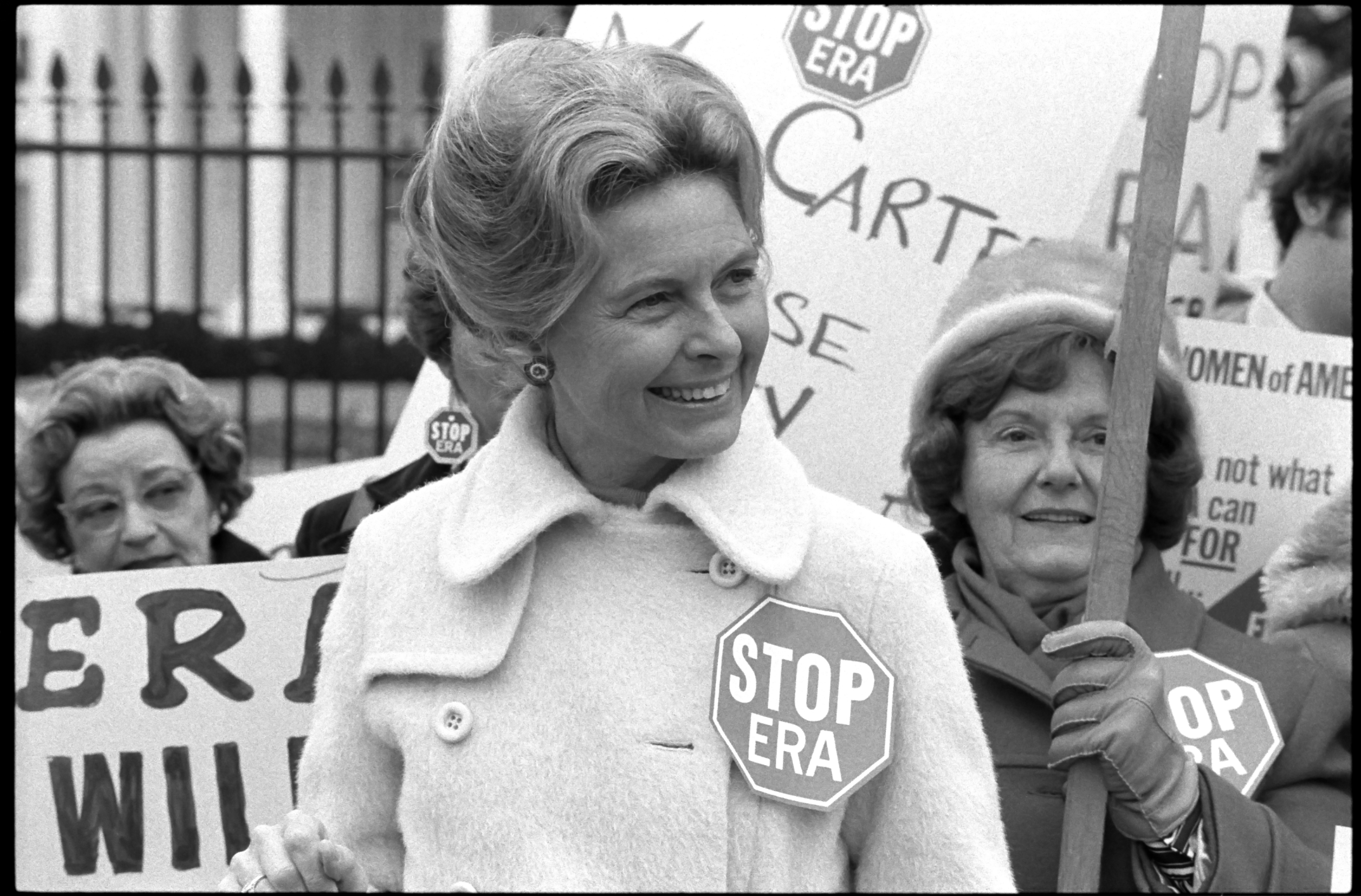
فیلیس شلفلی با علامت متمم حقوق برابر را متوقف کنید در تظاهرات در برابر کاخ سفید

کنگره در ابتدا مهلت ۲۲ مارس ۱۹۷۹ را برای تصویب نهایی این متمم از سوی قوه‌های مقننه ایالت‌ها تعیین کرده بود. تا ۱۹۷۷ متمم به تصویب ۳۵ ایالت از ۳۸ ایالتی که برای تصویب به آن نیاز داشت رسید. با حمایت گسترده دو حزبی (از جمله هر دو حزب اصلی، هر دو مجلس کنگره و روسای جمهور نیکسون، کارتر و فورد) به نظر می‌رسید تصویب این متمم قطعی باشد، تا این که فیلیس شلفلی زنان محافظه‌کار را در مخالفت با آن بسیج کرد. این زنان استدلال می‌کردند که این متمم به ضرر زنان خانه‌دار است و باعث می‌شود زنان با پیوستن به ارتش حفاظت‌هایی چون نفقه را از دست بدهند، و گرایش مادران به دریافت حضانت فرزندان در پرونده‌های طلاق را از بین می‌برد. فمینیست‌های کارگری نیز بر این مبنا که حفاظت‌ها از زنان در قانون کار را از بین می‌برد با این متمم مخالفت کردند.
پنج ایالت (آیداهو، کنتاکی، نبراسکا، می‌سی‌سی‌پی و داکوتای جنوبی) به لغو تصویب این متمم رای دادند. در ۱۹۷۸ کنگره رای داد و رئیس‌جمهور کارتر امضا کرد که مهلت تصویب این متمم تا ۱۹۸۲ تمدید شود. قوه مقننه هیچ ایالت دیگری بین ۲۲ مارس ۱۹۷۹ تا ۳۰ ژوئن ۱۹۸۲ این متمم را به تصویب نرساند.